# Власова, Ольга Николаевна
Ольга Николаевна Власова (18 [31] января 1906 года, Луганск, Российская империя — 12 января 1993, Москва, Россия) — советская актриса оперетты, театральный педагог, народная артистка РСФСР (1960).

## Биография
В 1926 году окончила Музыкальный техникум им. Н. А. Римского-Корсакова (в 1929 году вошёл в современный Московский государственный институт музыки имени А. Г. Шнитке) и Театральный техникум им. А. В. Луначарского в Москве. Была ученица Л. Ефимовой и Л. Шор-Плотниковой. С 1926 года выступала в Московском передвижном театре оперетты. В 1928 году стала солисткой Московского театра оперетты.
Ольга Власова — исполнительница лирико-каскадных ролей. В 1928 исполнила роль Эллен Эй («Чёрный амулет» Стрельникова). Исполняла роли Адель («Летучая мышь» Штрауса), Роз-Мари («Роз-Мари» Стотхарта и Фримля), Нинон («Фиалка Монмартра» Кальмана), Виолетта («Холопка» Стрельникова), Агнесса («Миллион терзаний» Дунаевского), Марианна («Воздушный замок» Фельцмана), миссис Хиггинс («Моя прекрасная леди» Лоу).
Советским кинозрителям стала известна после роли зав. библиотекой Аделаиды Кузминичны Ромашкиной в картине Эльдара Рязанова «Карнавальная ночь» (1956). Интересно, что в начальном варианте картины она пела романс, а затем танцевала вальс, но в конечный вариант вошёл только вокал — из-за чего потерялся смысл гневной реакции на её выступление директора Огурцова (Игорь Ильинский).
С 1963 года работала преподавателем музыкального отделения ГИТИСа.
Похоронена на Троекуровском кладбище.

## Семья
- Муж — мастер художественного слова Эммануил Исаакович Каминка (1902—1972), заслуженный артист РСФСР.
  - Сын — Михаил Эммануилович Каминка (1938—2002), фармаколог.
  - Сын — Виктор Эммануилович Каминка (1946—2011).

## Награды
- Заслуженная артистка РСФСР (1947).
- Народная артистка РСФСР (1960).
- Два ордена «Знак Почёта» (27 октября 1967, 1981).

## Работы в театре
- «Чёрный амулет» (Стрельников) — Эллен Эй
- «Летучая мышь» (Штраус) — Адель
- «Роз-Мари» (Стотхарт, Фримль) — Роз-Мари
- «Фиалка Монмартра» (Кальман) — Нинон
- «Холопка» (Стрельников) — Виолетта
- «Миллион терзаний» (Дунаевский) — Агнесса
- «Воздушный замок» (Фельцман) — Марианна
- «Моя прекрасная леди» (Лоу) — миссис Хиггинс

## Фильмография
1. 1956 — Карнавальная ночь — Аделаида Кузьминична Ромашкина, заведующая библиотекой
2. 1962 — Золотая долина — Кето
3. 1962 — Композитор Исаак Дунаевский — Кето (Золотая долина)